# Tranquility Base Hotel & Casino
Tranquility Base Hotel & Casino – szósty studyjny album angielskiego zespołu rockowego Arctic Monkeys, wydany 11 maja 2018 roku przez Domino Recording Company. Został napisany przez frontmana zespołu Alexa Turnera w 2016 roku w Los Angeles. Produkcja odbywała się również w Paryżu oraz w Londynie, gdzie swój czynny udział w nagrywaniu albumu brał częsty współpracownik Arctic Monkeys, James Ford. Gościnnie na albumie wystąpili: Tom Rowley, Loren Humphrey, James Righton, Zach Dawes Tyler Parkford i Cam Avery.
Album jest wielką zmianą względem poprzednich wydań zespołu, gdzie dominowało ciężkie gitarowe brzmienie, jak na przykład miało to miejsce w poprzednim dziele brytyjczyków – AM (2013) Tranquility Base Hotel & Casino charakteryzuje się muzyką z gatunków takich jak:psychodelic pop, lounge pop, space pop, glam rock, a także jazz. Lider zespołu – Alex Turner, własnoręcznie zaprojektował okładkę albumu, która przedstawia luksusowy tytułowy kurort znajdujący się na Księżycu za pomocą tekturowych wycinanek i magnetofonu. Jego nazwa (oraz przy tym albumu) nawiązuje do Tranquility Base, miejsca lądowania na Księżycu Apollo 11 w 1969 roku.
Tranquility Base Hotel & Casino zostało pozytywnie przejęte przez krytyków, którzy zwrócili szczególną uwagę na zmianę klimatu muzyki zespołu oraz odwagę na tak dużą zmianę. Album został nagrodzony nominacjami do nagrody Mercury Prize 2018 oraz nagrody Grammy za najlepszy album muzyki alternatywnej. Po raz szósty z rzędu album został numerem jeden na listach przebojów Wielkiej Brytanii powtarzając sukcesy poprzednich wydań zespołu, a jego wydanie winylowe zostało najszybciej sprzedającą się płytą winylową w kraju od 25 lat. Został również trzecim albumem w pierwszej dziesiątce w USA. Oprócz tego zespół wraz z wydaniem zajął szczyty list przebojów w Australii, Belgii, Holandii, Francji, Grecji, Portugalii, Szkocji i Szwajcarii. Po wydaniu dzieło Arctic Monkeys było promowane singlami „Four Out of Five” i „Tranquility Base Hotel & Casino”, do których powstały teledyski, a także światową trasą koncertową (w tym koncertem w Polsce na Open’er Festival w Gdyni) oraz wielokrotnymi występami telewizyjnymi.

## Kulisy i proces twórczy
Piąty studyjny album zespołu, AM, został wydany we wrześniu 2013 roku i spotkał się z uznaniem krytyków, przynosząc grupie nowy poziom komercyjnego sukcesu na całym świecie. W kwietniu 2016 roku inny projekt Alexa Turnera, Last Shadow Puppets, wydał swój drugi album studyjny Everything You've Come to Expect. Rok później Turner był współproducentem debiutanckiego albumu Alexandry Savior Belladonna of Sadness z Jamesem Fordem. Były to jedyne wydania Turnera od albumu AM, do czasu rozpoczęcia prac nad Tranquility Base Hotel & Casino.
Po międzynarodowym sukcesie AM, Turner poczuł "wypalenie się" i miał problemy ze znalezieniem kierunku dla nowego albumu. Po napisaniu Sweet Dreams, TN z Everything You've Come to Expect stracił zainteresowanie pisaniem piosenek o miłości, przyjaciele muzyka zasugerowali mu chwilowe wstrzymanie się od pisania i komponowania, do momentu aż odbuduje w sobie wenę twórczą. Na początku 2016 roku, oglądając film Federico Felliniego pt. "8½", Turner zwrócił swoje zainteresowanie na styl twórczy tego filmu, przedstawieniem w nim wspomnień z dzieciństwa i nawiązań do gatunku science fiction. Piosenki do albumu zaczął pisać na fortepianie Steinway Vertegrand, który otrzymał w prezencie na 30 urodziny od managera Arctic Monkeys, Iana McAndrew. Dema utworów zostały przez niego skomponowane w domie Turnera znajdującym się w Los Angeles, a konkretniej w pokoju gościnnym, który określił jako "lunar surface" czyli w dosłownym tłumaczeniu powierzchnię Księżyca. Podczas tego procesu Alex wspominał swoje lekcje gry na pianinie, które otrzymywał od swojego ojca w wieku ośmiu lat, komentując, że „nigdy nie sądził, że wpływ jego ojca znajdzie taką drogę w jego kompozycjach, jak na tej płycie”. Wiele ujęć wokalnych zawartych na gotowym albumie pochodzi z domowych dem Turnera nagranych na 8-ścieżkowej maszynie TASCAM 388. Gitarzysta Jamie Cook wspomniał, że kiedy pierwszy raz usłyszał w lutym 2017 roku demo przygotowane przez wokalistę zespołu „był zachwycony kierunkiem, w którym poszedł Alex” Początkowo nie będąc pewnymi co do wydania utworów jako nowego albumu zespołu, obaj dyskutowali o możliwości wydania twórczości jako solowego albumu, jednak ostatecznie zrezygnowali z tego pomysłu. Jamie wraz z basistą Nick O'Malley'em zaczął komponować melodię na gitarach, w celu dopełnienia dema utworu "Star Treatment".
We wrześniu 2017 roku Arctic Monkeys rozpoczęli nagrywanie materiału w Vox Studios w Hollywood i La Frette w Paryżu. Częsty współpracownik zespołu James Ford wraz z Alexem Turnerem zostali współproducentami albumu. W trakcie sesji nagraniowych zarówno partie grane na pianinie oraz gitarze zaczęły się wspólnie zgrywać. Całość dopełnił na basie O'Malley oraz na perkusji grający Matt Helders, który wspominał, że podczas nagrywania grał z większą powściągliwością niż na poprzednich płytach, wypowiadając się, że „chodzi o grę dla piosenek”. Grupa nagrywała również w Londynie, gdzie do procesu produkcyjnego zostali zaangażowani również inni muzycy gościnni. Są to: gitarzysta Tom Rowley (który wspomaga zespół od 2013 roku), perkusista Loren Humphrey, klawiszowiec James Righton i pianistka Josephine Stephenson. Przyczynili się oni do powstania „ Four Out of Five ”, „Science Fiction” i „The Ultracheese”. Zach Dawes i Tyler Parkford z Mini Mansions oraz Evan Weiss z Wires on Fire wystąpili natomiast w "American Sports" i "The World's First Ever Monster Truck Front Flip". Dodatkowo Cam Avery z Tame Impala dodała tło wokalne w utworze: „She Looks Like Fun”. Parkford dołączył następnie do zespołu jako członek ekipy na koncertach, podczas gdy Avery wspierał zespół podczas trasy koncertowej Tranquility Base Hotel & Casino Tour jako muzyk gościnny w trakcie niektórych występów.

## Wydanie i promocja
We wrześniu 2017 roku basista Nick O'Malley ogłosił, że zespół zaczął nagrywać kontynuację albumu AM z 2013 roku, wspominając że jeżeli nie ukaże się najpóźniej w 2018 roku będzie to oznaczać, że zespół napotkał "problemy". Premierę Tranquility Base Hotel & Casino po raz pierwszy ogłoszono 5 kwietnia 2018 r. za pośrednictwem krótkiego filmu wyreżyserowanego przez Bena Chappell'a. Wideo przedstawiało wirującą modelkę z okładki albumu i zawierało fragmenty nowych utworów zespołu.

### Single i teledyski
Żaden singiel nie został wydany przed albumem, chociaż wiele utworów zostało zagrane przed jego wydaniem w trakcie pierwszej części trasy koncertowej Tranquility Base Hotel & Casino Tour . Dwa dni po wydaniu albumu, jako główny singiel wydano „Four Out of Five ”, wraz z towarzyszącym mu teledyskiem w reżyserii Bena Chappella i Aarona Browna. Teledysk porównano do prac Stanleya Kubricka, który przedstawia Turnera spacerującego po eleganckim domu przypominającym podobny z filmu Lśnienie i podziemnej stacji kolejowej przywodzącej na myśl scenerię z Mechanicznej Pomarańczy. Singiel zadebiutował na 18 miejscu na UK Singles Chart.
W lipcu grupa wydała teledysk do tytułowego utworu z albumu „ Tranquility Base Hotel & Casino ”, ponownie wyreżyserowany przez Browna i Chappella. Przedstawia surrealistyczny styl science fiction podobny do poprzedniego teledysku do „Four Out of Five” i przedstawia Turnera eksplorującego wspominany w piosence hotel. Utwór został ogłoszony jako drugi singiel z albumu wraz z wydaniem teledysku. 30 listopada grupa wydała 7-calową winylową wersję singla, której towarzyszył wcześniej niepublikowany utwór „Anyways” na stronie B

### Trasa koncertowa
W styczniu 2018 roku zespół zapowiedział trasę koncertową po Ameryce Północnej i Europie, która rozpoczęła się w maju, a zakończyła w październiku. W październiku trasa została przedłużona do kwietnia 2019 roku, dodając daty w Australii i Nowej Zelandii, a także w Ameryce Łacińskiej. Piosenki „American Sports”, „Four Out of Five”, „One Point Perspective” i „She Looks Like Fun” zadebiutowały na żywo w San Diego 2 maja. Był to występ otwierający trasę i pierwszy występ Arctic Monkeys od 2014 roku. Na trasę do grupy dołączyli długoletni członkowie, Tom Rowley i Davey Latter, a także współtwórcy albumu Tyler Parkford i Cam Avery.
Grupa wydała 11-minutowy film dokumentalny Warp Speed Chic na swoim kanale YouTube w październiku 2018 roku. Film został wyreżyserowany przez Bena Chappella i zawiera nagrania z francuskiej części trasy, przeplatane z archiwalnymi zapisami procesu twórczego z września 2017 roku, na których zespół nagrywał album we Francji. W czerwcu 2019 został wydany kolejny krótkometrażowy film dokumentalny również w reżyserii Chappella przedstawiający końcowy meksykański etap trasy.

### Pozostałe występy zespołu
Zespół wystąpił w wielu programach telewizyjnych promujących album, w tym w wieczornych programach talk-show: The Tonight Show Starring Jimmy Fallon, The Late Late Show with James Corden oraz The Late Show With Stephen Colbert. W czerwcu wystąpili na żywo w studiu BBC Maida Vale Studios, gdzie występ był transmitowany w programie Live at BBC. Utwory grane w trakcie występów zawierały zarówno utwory z Tranquility Base Hotel & Casino, lecz także poprzednich albumów zespołu. W styczniu 2019 roku zespół zadebiutował w amerykańskim programie muzycznym Austin City Limits.

## Recenzje albumu
| Oceny łączne         | Oceny łączne |
| Publikacja           | Ocena        |
| -------------------- | ------------ |
| Album of the Year    | 72/100       |
| AnyDecentMusic?      | 7.2/10       |
| Metacritic           | 76/100       |
| Recenzje             |              |
| Publikacja           | Ocena        |
| AllMusic             | [ 38 ]       |
| The Arts Desk        | [ 39 ]       |
| Consequence of Sound | B-           |
| The Guardian         | [ 41 ]       |
| The Independent      | [ 42 ]       |
| The Irish Times      | [ 43 ]       |
| laut.de              | [ 44 ]       |
| NME                  | [ 45 ]       |
| The Observer         | [ 46 ]       |
| Pitchfork            | 8.1/10       |
| Rolling Stone        | [ 48 ]       |
| The Telegraph        | [ 49 ]       |

Tranquility Base Hotel & Casino otrzymał ogólnie przychylne recenzje od krytyków, ale został opisany jako mogący wprowadzić "podziały" wśród słuchaczy. W serwisie Metacritic, który przypisuje znormalizowaną ocenę w skali do 100 recenzji, album otrzymał punktację 76 punktów na podstawie 32 recenzji.
Thomas Smith z NME zauważył, że album prawdopodobnie podzieli słuchaczy, opisując go jako „najbardziej intrygujące dotychczas nagranie zespołu”. Cosette Schulz z Exclaim! zasugerowała, by nie odrzucać albumu bez wielokrotnego słuchania, pisząc, że „można wyczuć poetycki komentarz ze świata społeczności i fantazji napisany przez Turnera, który potem miał ochotę zagrać na pianinie, a potem sprowadzić cały zespół na dokładkę”. Roisin O'Connor z The Independent określił go jako „kreatywny, intrygujący i zupełnie inny”.
Polscy krytycy również docenili nowe brzmienie zespołu. Michał Stępniak z portalu uwolnijmuzyke.pl album określił jako "stuprocentową retromianię, ale pomysłową i rozbrajającą", Kamil Downarowicz w recenzji muzyka.interia.pl o płycie wypowiedział się określając ją jako "nieoczywistej, rozbudowanej, filmowej i niepokojącej. Wyjętej swoich brzmieniem jakby z innych czasów".

### Sprzedaż
Tranquility Base Hotel & Casino zadebiutował na pierwszym miejscu UK Albums Chart z łączną sprzedażą 86 000 egzemplarzy i stał się szóstym z rzędu albumem grupy, który zadebiutował na pierwszym miejscu w Wielkiej Brytanii. Ponadto, z 24 500 egzemplarzami winyli sprzedanymi w pierwszym tygodniu, album stał się najszybciej sprzedającą się płytą winylową w kraju od 1993 roku. Poprzedni rekord należał do As You Were Liama Gallaghera. Tydzień po wydaniu album otrzymał srebrny certyfikat brytyjskiego przemysłu fonograficznego, a następnie złoty certyfikat 1 czerwca. Album zadebiutował jako numer jeden we Francji, Australii, Szkocji, Hiszpanii, Belgii, Holandii, Szwajcarii, Grecji i Portugalii. Dodatkowo znalazł się na drugim miejscu w Irlandii, Nowej Zelandii, Danii i Norwegii oraz na pierwszej dziesiątce w Austrii, Czechach, Włoszech, Kanadzie, Niemczech, Meksyku, Finlandii, Szwecji, Japonii i Polsce. W Stanach Zjednoczonych album zadebiutował na ósmym miejscu listy Billboard 200, sprzedając 47 000 egzemplarzy, z czego 37 000 w tradycyjnej sprzedaży.

### Wyróżnienia
Tranquility Base Hotel & Casino został nominowany do Mercury Prize 2018, corocznej nagrody przyznawanej najlepszemu brytyjskiemu lub irlandzkiemu albumowi tego roku, opartej wyłącznie na zasługach wspomnianego albumu, niezależnie od popularności czy wcześniejszego ogólnego sukcesu. Była to czwarta nominacja zespołu do nagrody. Album został nominowany w kategorii Najlepszy Album Muzyki Alternatywnej na 61. dorocznym rozdaniu nagród Grammy, a singiel „ Four Out of Five ” był nominowany w kategorii „Najlepszy występ rockowy”.

## Lista utworów
1. Star Treatment – 5:54
2. One Point Perspective – 3:28
3. American Sports – 2:38
4. Tranquility Base Hotel & Casino – 3:31
5. Golden Trunks – 2:53
6. Four Out of Five – 5:12
7. The World's First Ever Monster Truck Front Flip – 3:00
8. Science Fiction – 3:05
9. She Looks Like Fun – 3:02
10. Batphone – 4:31
11. The Ultracheese – 3:37